# Шалёвка
Шалёвка (пол. szalówka)— наружная обшивка стен, фронтонов и других элементов деревянного здания досками или дранкой. Выполняет декоративную и защитную функции. Используется в усадебно-дворцовом и культовом строительстве, особенно в народном зодчестве. Шалёвкой называют тонкие доски (не более 1 см толщиной), используемые для этой цели.

## Белоруссия

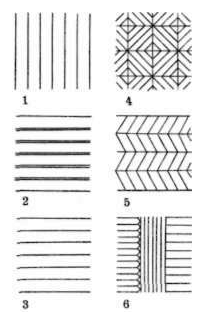
Виды шалёвки:
1 — вертикальная; 2 — горизонтальная с уплотнителями; 3 — горизонтальная; 4 — ромбоподобная; 5 — в ёлочку; 6 — комбинированная.

Шалёвка появилась в белорусском монументальном строительстве XVII века преимущественно в усадебно-дворцовом и культовом, под влиянием каменной архитектуры ренессанса. Стала чаще использоваться во 2-й половине XVIII века в архитектуре классицизма и ампира. Это создало горизонтальный ритм в усадебном хозяйстве и вертикальный ритм в религиозном.
Шалёвка широко используется в народной архитектуре с 1940-х и 1950-х годов. Шалёвка бывает вертикальной, горизонтальной, горизонтальной с уплотнителями, комбинированной, елочкой, ромбовидной и др. На востоке и юго-востоке Белоруссии планки стен и фронтонов образуют ряд горизонтальных поясов, каждый из которых имеет характерный рисунок. Углы закрываются досками, часто накладными элементами или распиловкой. Декоративный акцент усиливают фигурные пояса, ажурные карнизы и др. Оригинальная отделка фронтонов жилья в Центральном Полесье с использованием солярных мотивов. Художественная выразительность платка усиливается использованием контрастных цветов или разных оттенков одного цвета.